# Namco Museum Vol. 2
Namco Museum Vol. 2 is een videospel voor het platform Sony PlayStation. Het spel werd uitgebracht in 1996. 
Het compilatiespel bestaat uit:
- Super Pac-Man (1982; niet in de Japanse versie)
- Xevious (1982)
- Mappy (1983)
- Grobda (1984)
- Dragon Buster (1984)
- Gaplus (1884)
- Bomb Bee (1979; verborgen)
- Cutie Q (1979; alleen speelbaar in de Japanse versie)

## Ontvangst
| Beoordeeld door       | Datum            | Score |
| --------------------- | ---------------- | ----- |
| All Game Guide        | 1998             | 90%   |
| Consoles Plus         | april 1996       | 88%   |
| GameSpot              | 13 december 1996 | 71%   |
| NowGamer              | 1 november 1996  | 70%   |
| IGN                   | 25 november 1996 | 60%   |
| The Video Game Critic | 15 juli 1999     | 42%   |